# Акходжа
Акходжа или Акъджа (на турски: Akhoca) е село в Източна Тракия, Турция, Вилает Одрин.

## География
Селото се намира на 28 километра южно от Кешан.

## История
В началото на 20 век Акходжа е село в Кешанска каза на Одринския вилает на Османската империя. Според статистиката на професор Любомир Милетич в 1912 година в селото живеят помаци.